# William Oldroyd

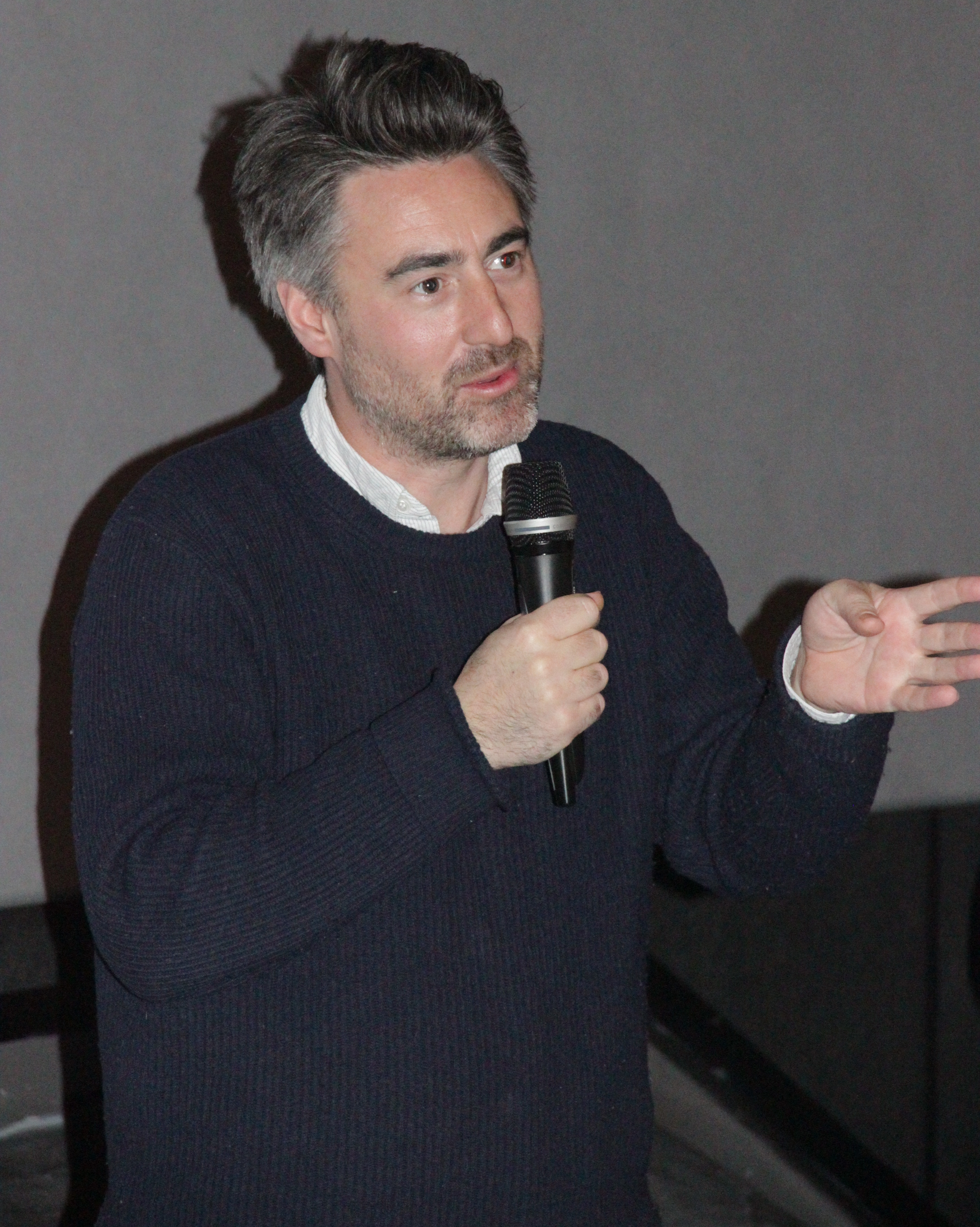
William Oldroyd bei der Vorstellung des Films Lady Macbeth im Rahmen des Göteborg Film Festivals 2017

William Oldroyd (* 1979 in London) ist ein britischer Film- und Theaterregisseur.

## Leben
Der 1979 in London geborene William Oldroyd studierte an der dortigen Royal Academy of Dramatic Art, bevor er Hausregisseur am Londoner Young Vic Theater wurde, wo er moderne Adaptionen europäischer Klassiker wie Gespenster von Henrik Ibsen in einer neuen Fassung von Frank McGuinness inszenierte. Es folgten Regiearbeiten bei größeren Produktionen wie Kean ou Désordre et Génie von Alexandre Dumas in einer Bearbeitung von Sartre in Tokio, Warten auf Godot in München und Die beiden edlen Vettern für das Royal Shakespeare Companys Complete Works Festival. Zudem inszenierte Oldroyd Opern wie Don Pasquale am Sadler’s Wells Theatre und La serva padrona in Viana do Castelo in Portugal.
2011 produzierte Oldroyd mit Christ's Dog seinen ersten Kurzfilm, der beim Hamburg International Independent Film Festival als bester Kurzfilm nominiert war. Sein zweiter Kurzfilm Best hat 2013 den Sundance London Short Film Wettbewerb gewonnen. Sein Spielfilmregiedebüt gab Oldroyd mit Lady Macbeth, in dem Florence Pugh in der Hauptrolle zu sehen ist. Oldroyd stellte den Film im September 2016 beim Toronto International Film Festival vor. Anfang November 2017 wurde der Film in 15 Kategorien für den British Independent Film Award nominiert, Oldroyd mehrfach für die Regie. Eine weitere Nominierung erhielt der Regisseur im Rahmen des Europäischen Filmpreises 2017 als „Europäische Entdeckung“. Bei dem Film handelt es sich um eine Adaption der Novelle Die Lady Macbeth von Mzensk von Nikolai Leskow, die sich auf William Shakespeares Tragödie Macbeth bezieht und von Alice Birch adaptiert wurde.
Sein zweiter Spielfilm Eileen mit Thomasin McKenzie und Anne Hathaway in den Hauptrollen wurde im Januar 2023 beim 39. Sundance Film Festival uraufgeführt.

## Filmografie
- 2011: Christ's Dog (Kurzfilm)
- 2013: Best (Kurzfilm)
- 2013: In Mid Wickedness (Kurzfilm)
- 2016: Lady Macbeth
- 2023: Eileen

## Auszeichnungen (Auswahl)
British Independent Film Award
- 2017: Nominierung für die Beste Regie (Lady Macbeth)
- 2017: Nominierung für den Douglas Hickox Award für das Beste Regiedebüt (Lady Macbeth)

Directors Guild of America Award
- 2018: Nominierung für die Beste Debütregie (Lady Macbeth)[9]

Europäischer Filmpreis
- 2017: Auszeichnung als „Europäische Entdeckung – Prix FIPRESCI“ (Lady Macbeth)[10]

Filmfest München
- 2017: Nominierung für den CineVision Award (Lady Macbeth)

Independent Spirit Award
- 2018: Nominierung als Bester internationaler Film (Lady Macbeth)[11]
- 2024: Nominierung für die Beste Regie (Eileen)[12]

London Critics' Circle Film Award
- 2018: Nominierung in der Kategorie Breakthrough British/Irish Filmmaker of the Year (Lady Macbeth)[13]

London Film Festival
- 2016: Nominierung mit dem Sutherland Award im First Feature Competition (Lady Macbeth)

San Sebastián International Film Festival
- 2016: Auszeichnung mit dem FIPRESCI Prize (Lady Macbeth)
- 2016: Nominierung als Bester Film für die Golden Seashell (Lady Macbeth)

Toronto International Film Festival
- 2016: Nominierung für den Platform Prize (Lady Macbeth)

Zurich Film Festival
- 2016: Auszeichnung mit dem Critics' Choice Award (Lady Macbeth)
- 2016: Special Mention als internationaler Spielfilm (Lady Macbeth)
- 2016: Nominierung als Bester internationaler Spielfilm für das Golden Eye (Lady Macbeth)